# Charles Paddock
Charles William Paddock (* 11. August 1900 in Gainesville, Texas; † 21. Juli 1943 bei Sitka, Alaska) war ein US-amerikanischer Leichtathlet. Er war zweifacher Olympiasieger und gewann im Lauf seiner Karriere insgesamt vier Medaillen bei Olympischen Spielen.

## Biografie
Nachdem Charles Paddock während des Ersten Weltkrieges in der US Army gedient hatte, studierte er an der University of Southern California. Dort wurde er in die Leichtathletikmannschaft der Universität aufgenommen und entwickelte sich zu einem hervorragenden Sprinter. Bei dem ersten großen Sportereignis nach Kriegsende, den 1919 durchgeführten Inter-Alliierten-Spielen, gewann Paddock die Wettbewerbe über 100 und 200 Meter.
Im Jahr darauf nahm Paddock für die USA an den Olympischen Spielen in Antwerpen teil. Hier feierte er seine größten Erfolge. Über 100 Meter wurde er in der Zeit von 10,8 s Olympiasieger vor dem ebenfalls für die USA startenden Morris Kirksey (Silber) und dem Briten Harry Edward. Über 200 Meter gewann er hinter seinem Landsmann Allen Woodring die Silbermedaille vor Harry Edward. Mit der US-amerikanischen 4-mal-100-Meter-Staffel lief Paddock zusammen mit Jackson Scholz, Loren Murchison und Morris Kirksey in 42,2 s Weltrekord und gewann seine zweite Goldmedaille. Paddock fiel dabei durch seine merkwürdige Angewohnheit auf, seine Rennen mit einem Sprung in Richtung Ziellinie zu beenden.
1921 verbesserte Paddock die Weltbestleistung über 110 Yards auf 10,2 s. Erst 1956 wurde der Weltrekord über 100 Meter, etwas kürzer als 110 Yards, ebenfalls auf 10,2 s verbessert.
Bei den Olympischen Spielen 1924 in Paris qualifizierte sich Paddock erneut für die Finalläufe über 100 und 200 Meter, blieb aber weniger erfolgreich als vier Jahre zuvor. Im 100-Meter-Rennen wurde er Fünfter, über 200 Meter gewann er hinter Jackson Scholz und vor dem Briten Eric Liddell wieder eine Silbermedaille. Am Staffelrennen nahm Paddock nicht teil.
1928 in Amsterdam nahm Paddock zum dritten Mal an Olympischen Spielen teil, verfehlte aber das Finale über 200 Meter.
Bei den US-Leichtathletik-Meisterschaften gewann Paddock über 100 Meter in den Jahren 1921 und 1924. Über 200 Meter gewann er in den Jahren 1920, 1921 und 1924. Paddock war mehrfacher Weltrekordinhaber, auch über die 110-Yards-Distanz.
Während seiner aktiven Laufbahn arbeitete Paddock im Management verschiedener Tageszeitungen. Zwischen 1925 und 1928 wirkte er auch in einigen Spielfilmen mit. Außerdem war er seit Ende des Ersten Weltkrieges im Stab von Generalmajor William Upshur. Während des Zweiten Weltkriegs stürzten Paddock und Upshur am 21. Juli 1943 in der Nähe von Sitka (Alaska) mit einem Flugzeug ab. Beide verloren bei dem Absturz ihr Leben.